# FTW Championship
Der FTW Championship ist ein vom damaligen Wrestler Taz kreierter Wrestlingtitel, der 1998 in der Extreme Championship Wrestling (ECW) als FTW Heavyweight Championship eingeführt wurde. Nachdem der Titel 21 Jahre ruhte, wurde er von Taz 2020 bei All Elite Wrestling (AEW) wiederbelebt. Am 25. September 2024 wurde der Titel auch bei AEW nach einer erfolgreichen Titelverteidigung von Hook gegen Roderick Strong eingestellt. Der Titel wurde als eine Art Outlaw-Titel präsentiert, der von der ECW und der AEW unsanktioniert sei, ähnlich der Million Dollar Championship von Ted DiBiase. Tatsächlich ist er, wie alle Wrestlingtitel, weniger das Ergebnis eines sportlichen Wettstreits als Teil einer Storyline.

## Geschichte

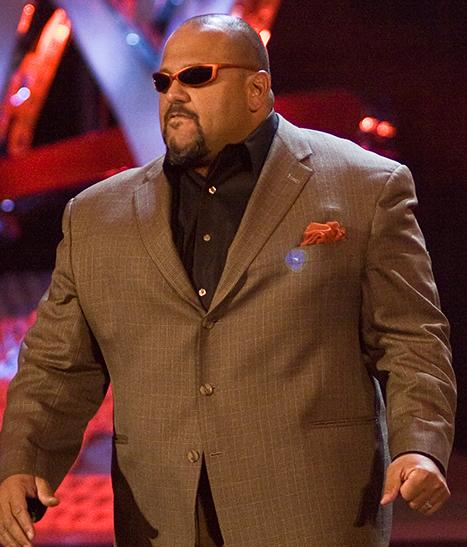
Taz, der Erfinder des Titels

### Extreme Championship Wrestling (1998–1999)
Taz führte den Titel 1998 in der ECW als einen unsanktionierten Titel in Absprache mit Promoter Paul Heyman ein. Er sollte dem Charakter von Taz entsprechen, der sich selbst als Kämpfer präsentierte.
In der Storyline ernannte er sich selbst zum Champion, nachdem Shane Douglas sich weigerte, gegen Taz um die ECW Championship anzutreten. „FTW“ steht in diesem Zusammenhang für „Fuck the World Title“. Tatsächlich war Shane Douglas zu jener Zeit verletzt und durfte nicht antreten. So wurde der neue Titel genutzt, um die Storylines weiterzuführen. Erster Herausforderer wurde Bam Bam Bigelow.
Am 19. Dezember 1998 verlor Taz den Titel an seinen Konkurrenten Sabu in einem Triple-Threat-Match. Die Storyline sah vor, dass Taz siegessicher war, als er nun endlich um die ECW Championship antreten durfte und sich im letzten Moment von Sabu pinnen ließ.
Als ECW Champion trat er erneut gegen Sabu an und besiegte diesen. Anschließend vereinigte er den Titel mit der ECW Championship. Hintergrund war hier, dass eine kleine Promotion wie ECW mit drei etablierten Championship-Titeln keinen vierten Gürtel benötigte.

### Xtreme Pro Wrestling (2002–2003)
Bei Xtreme Pro Wrestling wurde der Titel kurzfristig, von November 2002 bis Juli 2003, wiederbelebt. Titelträger wurde Chris Chetti, der sich selbst als Champion deklarierte und ihn im Juli 2003 gegen Danny Doring verlor. Dieser vereinigte den Titel mit dem Xtreme Pro Wrestling World Championship. Chris Chetti war ein ehemaliger ECW-Wrestler und Cousin von Taz, Danny Doring ein Schüler von Taz. Diese kurze Episode wurde jedoch nicht „offiziell“ anerkannt.

### All Elite Wrestling (seit 2020)
Die FTW Heavyweight Championship ist das kreative Produkt des Wrestlers Taz, welcher für das Design das Copyright hält und auch die Vergaberichtlinien festlegte. Dementsprechend gehörte es auch nicht der ECW, deren Rechtsnachfolger nach Aufkauf WWE ist. So konnte Taz den Titel 2020 beim Fyter Fest der AEW reaktivieren. In der Storyline krönte er den von ihm gemanageten Brian Cage mit dem Titel, nachdem Jon Moxley den AEW World Championship wegen einer Covid-19-Infektion nicht verteidigen konnte. Am 14. Juli 2021, beim Fyter Fest 2021, gewann Ricky Starks den Titel von Brian Cage.

## Design
Der FTW-Gürtel basierte ursprünglich auf dem ECW-World-Television-Championship-Gürtel, den Taz trug. Das Lederband war orange und verschiedene Sticker überklebten die ECW-Logos. Das World Television Logo wurde von einem FTW überdeckt, oben stand TAZ in roten Buchstaben über dem Titeldesign. Später wurde der Gürtel neu designed mit einem großen Taz-Logo auf der Vorderseite. Als Sabu den Titel gewann, überschrieb er einfach das Taz mit Sabu. Das letzte Design, ohne die Namen der Titelträger, wurde auch zeitweise in der AEW verwendet.

## Liste der Titelträger
| #                                    | Champion          | Nr. | Tage | Datum des Titelgewinns | Ort                        | Veranstaltung                      | Bemerkung |
| ------------------------------------ | ----------------- | --- | ---- | ---------------------- | -------------------------- | ---------------------------------- | --- |
| Extreme Championship Wrestling (ECW) |                   |     |      |                        |                            |                                    | |
| 1                                    | Taz               | 1   | 219  | 14. Mai 1998           | Queens, New York           | It Ain’t Seinfeld                  | Taz ernannte sich selbst zum Champion, nachdem Shane Douglas wegen einer Verletzung nicht gegen ihn um die ECW Championship antreten konnte. |
| 2                                    | Sabu              | 1   | 92   | 19. Dezember 1998      | Philadelphia, Pennsylvania | Hardcore TV                        | Besiegte Taz in einem Triple Threat Match, an dem auch Justin Credible beteiligt war. Ausgestrahlt am 23. Dezember 1998. |
| 3                                    | Taz               | 2   | <1   | 21. März 1999          | Asbury Park, New Jersey    | Living Dangerously                 | Besiegte Sabu in einem Extreme Death Match, bei dem auch der ECW Championship von Taz auf dem Spiel stand |
| –                                    | Vereinigt         |     |      | 21. März 1999          | Asbury Park, New Jersey    | Living Dangerously                 | Taz vereinigte den FTW Heavyweight Titel mit der ECW Championship |
| All Elite Wrestling (AEW)            |                   |     |      |                        |                            |                                    | |
| 4                                    | Brian Cage        | 1   | 377  | 2. Juli 2020           | Jacksonville, Florida      | AEW Dynamite: Fyter Fest (Night 2) | Taz ernannte Brian Cage zum Champion, nachdem Jon Moxley auf Grund einer Covid-19-Infektion die AEW World Championship nicht verteidigen konnte. |
| 5                                    | Ricky Starks      | 1   | 378  | 14. Juli 2021          | Cedar Park, Texas          | AEW Dynamite: Fyter Fest (Night 1) | |
| 6                                    | Hook              | 1   | 357  | 27. Juli 2022          | Worcester, Massachusetts   | AEW Dynamite: Fight for the Fallen | Hook (Tyler Senerchia) ist der leibliche Sohn von Taz (Peter Senerchia). |
| 7                                    | Jack Perry        | 1   | 39   | 19. Juli 2023          | Boston, Massachusetts      | AEW Dynamite: Blood & Guts         | |
| 8                                    | Hook              | 2   | 238  | 27. August 2023        | London, England            | AEW All In                         | |
| 9                                    | Chris Jericho     | 1   | 127  | 21. April 2024         | St. Louis, Missouri        | AEW Dynasty                        | Dies war ein Match mit FTW Rules. |
| 10                                   | Hook              | 3   | 31   | 25. August 2024        | London, England            | AEW All In 2024                    | |
| —                                    | Titel eingestellt | —   | —    | 25. September 2024     | New York City, NY          | AEW Dynamite Grand Slam 2024       | Der FTW-Titel wurde am 25. September 2024 nach einer letzten erfolgreichen Titelverteidigung vom amtierenden Champion Hook gegen Roderick Strong für eingestellt erklärt. Hook übergab den Titel dabei seinem Vater Taz, dem Schöpfer der FTW-Championship. |

## Statistik

### Rekorde
| Rekord                  | Rekordhalter  | Einheit                          |
| ----------------------- | ------------- | -------------------------------- |
| Meiste Titelgewinne     | Hook          | 3×                               |
| Längste Regentschaft    | Ricky Starks  | 378 Tage                         |
| Kürzeste Regentschaft   | Taz           | < 1 Tag (Einstellung des Titels) |
| Ältester Titelträger    | Chris Jericho | 53 Jahre, 164 Tage               |
| Jüngster Titelträger    | Hook          | 23 Jahre, 84 Tage                |
| Schwerster Titelträger  | Brian Cage    | 122 Kilogramm                    |
| Leichtester Titelträger | Ricky Starks  | 88 Kilogramm                     |

### Titelstatistik nach Träger
| * | Derzeitiger Champion |

| Rang | Wrestler      | Anzahl | Tage |
| ---- | ------------- | ------ | ---- |
| 1    | Hook          | 3      | 626  |
| 2    | Ricky Starks  | 1      | 378  |
| 3    | Brian Cage    | 1      | 377  |
| 4    | Taz           | 2      | 219  |
| 5    | Chris Jericho | 1      | 127  |
| 6    | Sabu          | 1      | 92   |
| 7    | Jack Perry    | 1      | 39   |